# آترفورد
آترفورد (به انگلیسی: Otterford) یک روستا و محله مدنی در بریتانیا است که در تاونتون دین واقع شده‌است. آترفورد ۳۵۶ نفر جمعیت دارد.